# Diskretizacija
Diskretizacija je operator pridruživanja neprebrojivog skupa prebrojivom. 
Ako npr. preslikavamo skup realnih brojeva na skup prirodnih brojeva, tada operator diskretizacije (f) možemo zapisati kao:
{\displaystyle {\begin{aligned}f\colon \mathbb {R} &\to \mathbb {N} \end{aligned}}}

## Diskretizacija signala
Signalu možemo diskretizirati domenu i kodomenu. Ako signalu diskretiziramo domenu kažemo da izvodimo otipkavanje.
Ako signalu diskretiziramo kodomenu kažemo da izvodimo kvantizaciju.